# Emilíana Torrini
Emiliana Torrini (født 16. maj 1977 i Kópavogur, Island) er en islandsk sangerinde og sangskriver. Hun har blandt andet optrådt på SPOT Festival i 2009, men er internationalt mest kendt for at lægge stemme til "Gollums sang" i Peter Jacksons Ringenes Herre film "De to tårne".

## Udgivelser
- Spoon (1994)
- Crouçie d’où là (1995)
- Merman (1996)
- Love in the Time of Science (1999)
- Fisherman’s Woman (2005)
- Me and Armini (2008)
- Rarities (2009)
- Tookah (2013)
- The Colorist & Emiliana Torrini (2016)
- Racing the Storm (2023)